# کومهرل نان الن سیار
کومهرل نان الن سیار (انگلیسی: Comhairle nan Eilean Siar) یک شهرستان در بریتانیا است که در کشور اسکاتلند قرار دارد.
این شهرستان ۳٬۰۷۱ کیلومتر مربع مساحت و ۲۸٬۰۰۰ نفر جمعیت دارد.